# S Club 7
S Club 7 är en brittisk popgrupp som bildades 1999. Sju personer valdes ut av cirka 10 000 sökande. När Paul Cattermole lämnade gruppen 2002, bytte gruppen namn till S Club.
Gruppen splittrades 2003, men återförenades 2014. Gruppens upphovsman var den engelske tv-producenten och artistmanagern Simon Fuller som även skapat TV-formaten So You Think You Can Dance och Idols samt bandet Spice Girls.

## Medlemmar
- Tina Barrett, född 16 september 1976 i London.
- Paul Cattermole, född 7 mars 1977 i St Albans, Hertfordshire, död 6 april 2023 i Dorset.
- Jon Lee, född 26 april 1982 i Devon. Är nu med i musikaler.
- Bradley McIntosh, född 8 augusti 1981 i London.
- Jo O'Meara, född 29 april 1979 i Romford.
- Hannah Spearritt, född 1 april 1981 i Great Yarmouth. Hon medverkar i filmerna Agent Cody Banks 2 och Seed of Chucky, bägge från 2004.
- Rachel Stevens, född 9 april 1978 i London. Hon gav 2004 ut albumet Funky Dory.

## Diskografi
Studioalbum
- 1999 – S Club
- 2000 – 7
- 2001 – Sunshine
- 2002 – Seeing Double

Samlingsalbum
- 1999 – Christmas Special 99
- 2002 – Don't Stop Movin'
- 2003 – Best - The Greatest Hits of S Club 7

Singlar
- 1999 – "Bring It All Back" (UK #1)
- 1999 – "S Club Party" (UK #2)
- 1999 – "Two in a Million" / "You're My Number One" (UK #2)
- 2000 – "Reach" (UK #2)
- 2000 – "Natural" (UK #3)
- 2000 – "Never Had a Dream Come True" (UK #1)
- 2001 – "Don't Stop Movin' " (UK #1)
- 2001 – "Have You Ever" (UK #1)
- 2002 – "You" (UK #2)
- 2002 – "Alive" (UK #5)
- 2003 – "Say Goodbye" / "Love Ain't Gonna Wait for You" (UK #2)

## Filmografi
- 1999 - S Club 7 in Miami (TV-Serie)
- 2000 - S Club 7 in L.A (TV-Serie)
- 2001 - S Club 7 in Hollywood (TV-Serie)
- 2002 - Viva S Club (TV-Serie)
- 2003 - S Club - The Movie (S Club - Seeing Double)